# Harvey Milk High School

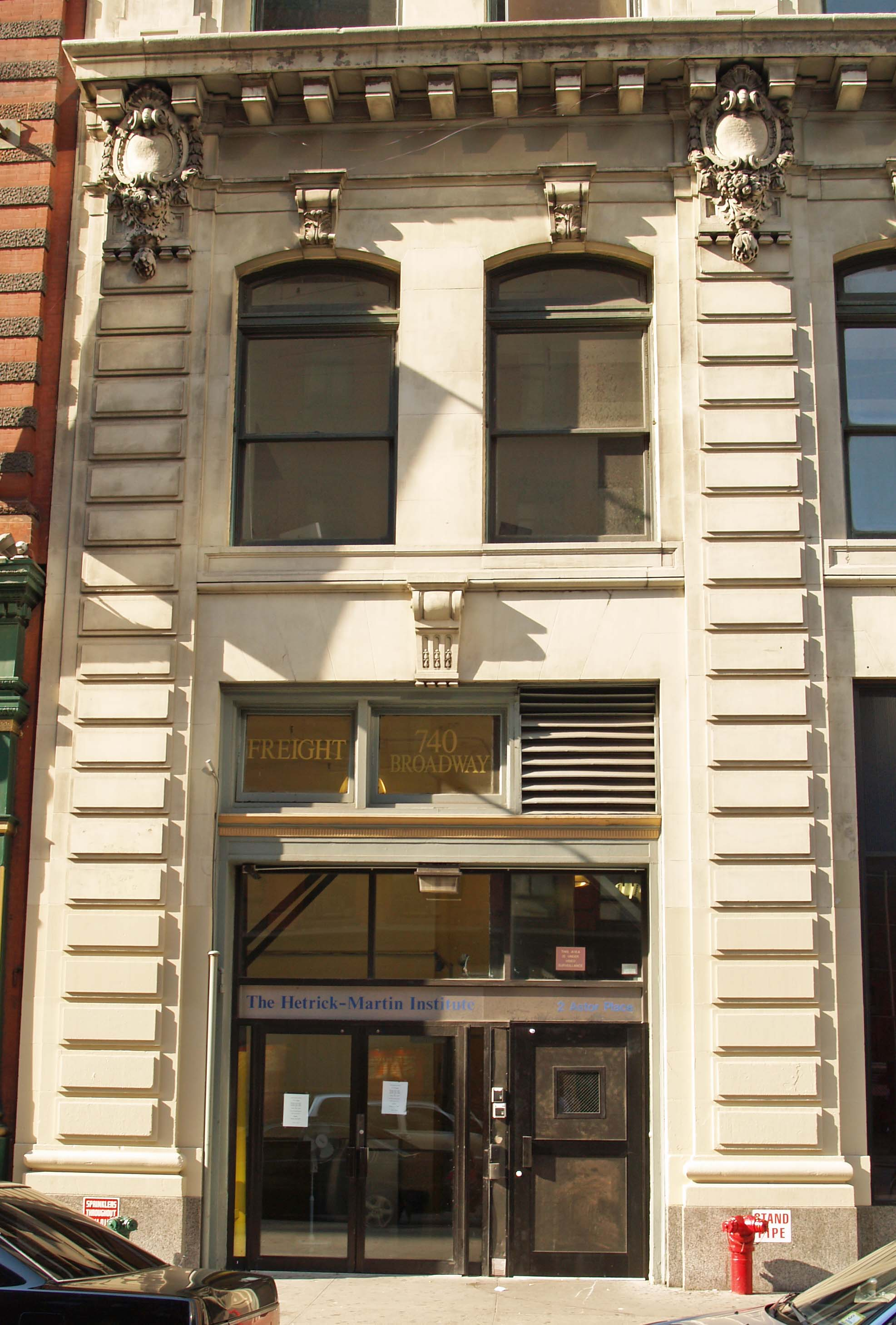
Entrada da Harvey Milk High School

Harvey Milk High School é um estabelecimento de ensino secundário em East Village, na cidade de Nova Iorque, designada para ser um espaço seguro para estudantes independentemente de sua orientação sexual. Foi fundada para ser um lugar seguro para jovens gays, lésbicas, bissexuais, transgêneros e para os que ainda questionam sua sexualidade. Seu nome é em homagem ao supervisor assassinado de San Francisco, Harvey Milk, um dos mais conhecidos políticos abertamente gay do século XX.